# Браун, Генрих
Генрих Браун (нем. Heinrich Braun, 1851 — 1920) — немецкий ботаник.

## Научная деятельность
Генрих Браун специализировался на изучении семенных растений.